# Patronímico
O patronímico (do grego πατρωνυμικός, πατήρ "pai" e ὄνομα, "nome") é um nome ou apelido de família, ou seja é um sobrenome cuja origem encontra-se no nome do pai ou de um ascendente masculino. Em Portugal e Espanha, à princípio o nome patronímico era utilizado para diferenciar os indivíduos com nomes iguais, possibilitando identifica-los através do nome do pai, como indicador de ascendência e genitivo de patrilinearidade e filiação inequívoca e sendo alterado a cada geração de uma mesma família, sendo o patronímico sempre baseado na filiação paterna, à época ainda não havia o conceito de sobrenomes hereditários na Península Ibérica. Depois de algumas gerações, esses patronímicos fixaram-se nas famílias e tornaram-se hereditários, passando a ser usados de pai para filho e pela Família extensa. Em Portugal, o sistema de nomenclatura foi bem estabelecido por volta dos anos 1100. Os costumes da nomenclatura nos países de língua oficial portuguesa, são os mesmos vigentes em Portugal e devem seguir o mesmo padrão conforme Acordos Ortográficos da Língua Portuguesa.
Não é possível determinar o ano exato ou mesmo o século, quando um nome de família em particular surgiu, ou foi tomado. Em Portugal e Espanha por volta do final do Século XIII muitas famílias ibericas se determinaram a manter o patronímico sem continuar a alterá-lo de geração em geração. Assim, os sobrenomes hereditários já estavam em uso na época da descoberta do Novo Mundo.
O uso de patronímicos foi um procedimento muito comum em todas as comunidades humanas para distinguir um indivíduo dentro de seu grupo, no qual havia inúmeras pessoas com o mesmo prenome ("nome de batismo" ou "nome próprio"). Assim, "José o filho de João" ou "Antonio o filho de André". Por economia de palavras, passou-se a usar "José de João" e "Antonio de André" e, muitas vezes, suprimiu-se também a preposição "de". Desta forma se explicam os inúmeros sobrenomes cuja origem imediata e evidente é um prenome, como "Anes" ou "Eanes" (filho de João), "Fernandes" (filho de Fernão/Fernando), "Dias" (filho de Diego/Diogo), "Rodrigues" (filho de Rui/Rodrigo), "Gonçalves" (filho de Gonçalo), etc.
De facto, o patronímico, ou seja, o apelido de família cuja origem onomástica é o prenome do pai ou de um ancestral masculino configura o caso mais frequente na formação dos sobrenomes (ou 'apelidos familiares').

## Patronímicos ibéricos
Na Idade Média, existia no Reino de Castela, no Reino de Leão, em Navarra, Aragão e Portugal a prática de adicionar a desinência -ez, por vezes -z ou -iz, e em Portugal principalmente "-es" para formar o segundo nome do filho. Dessa forma, se um indivíduo de nome Martín tinha um filho chamado Sancho, este teria o nome completo de Sancho Martínez, ou seja, "Sancho, filho de Martín".
Este sufixo -ez e -es, portanto, significava "filho de" e a maioria dos sobrenomes com essa característica são denominados "patronímicos ibéricos".
A origem desse sufixo é incerta. Alguns pesquisadores atribuem-na à permanência do genitivo latino -is, com valor de possessão ou pertença, como – por exemplo – em "filius Cæsaris", ou seja, "o filho de César". Outra teoria é que teria origem no genitivo gótico latinizado -rici.  Outros estudiosos, porém, sustentam que a terminação -ez tem origens pré-romanas na Península Ibérica – celtíbero "kentis", que se supõe significar "filho", ou na partícula "ez", que significaria "de". De facto, nenhuma outra língua latina possui tal desinência patronímica. Ademais, o genitivo latino -is não explica os sufixos patronímicos mais raros encontrados em Ferraz ou Muñoz e também a relevante frequência de topônimos como Badajoz ou Jerez de la Frontera.
Uma outra explicação plausível seria a existência ainda hoje na língua basca do sufixo -ez com valor possessivo ou modal. O filólogo Ramón Menéndez Pidal oferece o exemplo das palavra bascas laar ("amoreira") e laarez ("que tem amoreiras"). Portanto, é muito provável que o patronímico ibérico -ez seja um fóssil lingüístico.
O uso deste patronímico já se registra em Navarra desde o século VIII, exemplo é o nome do rei de Navarra, García Íñiguez, que foi sucessor de seu pai, Íñigo.
O sufixo patronímico -ez estendeu-se pela Península Ibérica, adotando a forma -es em Galego-português ,como em Peres, Lopes ou Gomes e -is na Língua catalã, como em Peris, Llopis ou Gomis.
Por outro lado, também temos o mesmo sufixo -es nas línguas ibéricas com o significado de origem, como em francês.
Ressalta-se, todavia, que nem todo sobrenome português terminado em es se deve pela adição desse sufixo, como é o caso de alguns toponímicos: Arantes, Bulhões, Fiães, Linhares, Meireles etc.

### Lista de alguns patronímicos ibéricos
| prenome original                     | patronímico castelhano      | patronímico galaico-português |
| ------------------------------------ | --------------------------- | ----------------------------- |
| Afonso4                              | Afonso                      | Afonso                        |
| Álvaro                               | Álvarez                     | Álvares/Alves                 |
| Antón/Antom/Antão/António            | Antúnez                     | Antunes                       |
| Benito/Beneito/Bento/Bieito          | Benítez/Benéitez            | Bentes/Bieites/Biéitez        |
| Bermudo/Vermudo                      | Bermúdez/Vermúdez           | Bermudes                      |
| Bernardo/Bernaldo                    | Bernárdez/Bernáldez         | Bernardes                     |
| Diego/Diogo                          | Díaz/Díez/Diéguez           | Dias/Diegues                  |
| Domingo/Domingos                     | Domínguez                   | Domingues                     |
| Egaz/Egas                            | Viegaz                      | Viegas                        |
| Enrique/Henrique                     | Enríquez                    | Henriques                     |
| Ermígio/Hermígio                     | Ermíguez                    | Hermigues                     |
| Esteban/Estêvão                      | Estébanez                   | Esteves/Estévez               |
| Facundo                              | Fagúndez/Agúndez            | Fagundes                      |
| Fáfila/Fávila                        | Fáfez/Fáfilaz               | Fafes/Fáfilas                 |
| Fernando/Hernando/Fernão             | Fernández/Hernández/Hernanz | Fernandes                     |
| Froila/Fruela                        | Froilaz/Fruelaz             | Froilas/Fruelas               |
| García/Garcia                        | Garcés                      | Garcês                        |
| Geraldo/Giraldo                      | Geráldez/Giráldez           | Geraldes                      |
| Godinho/Godim                        | Godínez                     | Godins                        |
| Gómez/Gomes1                         | Gómez                       | Gomes                         |
| Gonzalo/Gonçalo                      | González                    | Gonçalves                     |
| Gutier/Gutierre/Guterre²             | Gutiérrez                   | Guterres                      |
| Juan/João (através do latim Ioannes) | Yáñez                       | Eanes/Anes                    |
| Lope/Lopo1                           | López                       | Lopes                         |
| Marcos                               | Márquez                     | Marques                       |
| Martín/Martim/Martinho               | Martínez                    | Martins                       |
| Menendo/Mendo/Mem1                   | Menéndez/Méndez             | Mendes                        |
| Miguel                               | Miguez                      | Migueis                       |
| Muño/Monio1                          | Muñoz/Muñiz                 | Moniz/Munhoz                  |
| Nuño/Nuno                            | Núñez                       | Nunes                         |
| Ordoño/Ordonho                       | Ordóñez/Ortiz               | Ordonhes                      |
| Pelayo/Paio1                         | Peláez/Páez                 | Pais                          |
| Pero/Pedro                           | Pérez                       | Peres/Pires                   |
| Ramiro                               | Ramírez                     | Ramires                       |
| Rodrigo                              | Rodríguez                   | Rodrigues                     |
| Ruy/Rui/Roi³                         | Ruiz                        | Ruis/Rois                     |
| Sancho                               | Sánchez                     | Sanches                       |
| Suero/Soeiro1                        | Suárez                      | Soares                        |
| Tello/Telo                           | Téllez                      | Teles                         |
| Varão4                               | Varón                       | Varão                         |
| Velasco/Vasco                        | Velázquez/Vázquez           | Vasques/Vaz                   |
| Vímara                               | Vimaránez                   | Vimaranes/Guimarães           |
| Ximeno/Ximena                        | Giménez/Jiménez             | Ximenes                       |

- 1 - prenome arcaico, não mais em uso.
- 2 - prenome arcaico, não mais em uso. Variante ibérica equivalente ao germânico Walthari (Walter)
- 3 - Ruy ou Rui é uma forma arcaica hipocorística de Rodrigo.
- 4 - invariante quando passado a patronímico.

## Patronímicos italianos
No "Bel Paese", os sobrenomes patronímicos têm a facilidade de assumir várias formas, principalmente de acordo com a região da Itália em que este sobrenome é originado. Uma das mais comuns é o sufixo "-i". Como no caso de sobrenomes como: Lorenzi (filho de Lorenzo), Franceschi (filho de Francesco), Giuliani (filho de Giuliano) etc. Tomemos como exemplo o nome Sebastiano Paoli. Paoli é filho de Paolo. Ou então Guerino Stefani. Stefani é filho de Stefano. Outro exemplo pode ser este: Enrico Nicoli. Nicoli é filho de Nicola.

## Patronímicos eslavos
Na Rússia, na Ucrânia e na Bielorrússia, entre o nome próprio e o de família, usa-se um patronímico, geralmente uma forma arcaica do genitivo do nome do pai. Em russo, o patronímico termina em "-овна" (-ovna) para as mulheres, e em "-ович" (-ovitch) ou "-ич" (-itch) para os homens (ver alfabeto cirílico). Exemplos: Лариса Константиновна Кузнецова (Larissa Constantinovna Kuznietchova) e Борис Константинович Кузнецов (Boris Constantinovitch Kuznietchov), filhos de Константин Fulanо-вич Кузнецов (Constantin Fuloanovitch Kuznietchov).
Estes sufixos aplicam-se ao radical lexical do nome em causa.
Este sistema quase nunca se aplica ao nome da mãe, mas isso pode acontecer.
Na Polônia, os patronímicos são normalmente identificáveis pelos sufixos -iak, -ski e -wicz, como por exemplos 
Szczepaniak ("filho de Szczepan"), Józefski ("filho de Józef") ou Kaźmirkiewicz ("filho de Kazimierz"). Na República Tcheca e na Eslováquia, é comum o sufixo -ek, tomemos por exemplo Ondrejek ("filho de Ondrej"), Michalek ("filho de Michal") ou Jakubek ("filho de Jakub").
Na Letônia e Estônia (em alguns casos) mas, principalmente, na Lituânia é comum o uso do sobrenome terminado em "-vičius", variante do "-wicz" da vizinha Polônia. Tomemos por exemplo: Antanas Sleževičius. Sleževičius, filho de Sleže.
Na Croácia, Sérvia, Eslovênia e Bósnia e Herzegovina, o equivalente ao patronímico polaco -wicz grafa-se -vić (ou -вић no alfabeto cirílico).  Milošević, por exemplo, significa "filho de Miloš". Também é usado o "-ić". Milanić, por exemplo, é "filho de Milan". Muitos sobrenomes italianos terminados em "-ici" ou "-vici" ou ainda "-ovi" vêm do fato de que a antiga Iugoslávia fez divisa com a república mediterrânea.

## Patronímicos romenos
Na Romênia, país europeu de língua latina, usa-se o sufixo "-escu". Tomemos como exemplo este nome: Adrian Nicolaescu. Nicolaescu é "filho de Nicolae".

## Patronímicos armênios
Na Armênia, ex-república soviética, é comum o uso do sufixo "-ian". Tomemos como exemplo este nome: Garabed Boghossian. Boghossian significa "filho de Boghos".

## Patronímicos escandinavos

Nomes patronímicos na Islândia.

Nos países escandinavos era frequente o uso de patronímicos construídos a partir do prenome paterno, seguido de sufixo indicativo de se tratar de um filho (-son, -søn ou -sen) ou de uma filha (-dotter, ‑dóttir ou -datter). O historiador medieval islandês Snorri Sturluson era filho de Sturlu Þórðarsonar. Os anónimos dinamarqueses Hans Jensen e Lene Jensdatter eram os filhos de Jens Hansen. O escritor sueco Harry Martinson era filho de Martin Olofsson. Este costume subsiste na Islândia, mas desapareceu sucessivamente nos séculos XIX e XX na Dinamarca, Noruega, Suécia e Ilhas Faroé. De anotar que o uso teve uma pequena reanimação na Suécia na segunda metade do século XX. 

 
Na Islândia usa-se quase exclusivamente o patronímico (ou matronímico), não havendo um verdadeiro nome de família (sobrenome). O nome dos filhos é formado pelo nome próprio e pelo nome de um dos pais devidamente declinado, sufixado com "-son" ou "-sen" (filho) ou "-dóttir" (filha). Assim, se um islandês chamado Guðmundur tiver uma filha chamada Björk e um filho chamado Magnús, os seus nomes serão Björk Guðmundsdóttir e Magnús Guðmundsson.

 
O sufixo "-son" e "-sen", principalmente, são usados em outros países do norte da Europa, como o Reino Unido, os Países Baixos e a Alemanha (caso do "-sen"). Na Finlândia (país não anglo-saxão) usa-se uma variante destes sufixos, o sufixo "-nen".

## Patronímicos irlandeses
São muito comuns na Ilha Esmeralda (incluindo Irlanda do Norte - Reino Unido) os sobrenomes iniciados em "Mc" ou "Mac", no caso de filho, e "O'" (com apóstrofo), no caso de neto. Este costume se espalhou pelas Ilhas Britânicas.
Tomemos como exemplo: Liam McDoherty. Liam (apelido de William), filho de Doherty. Se fosse no Brasil, chamá-lo-íamos de Liam Doherty Filho (abreviatura Fº), Liam Doherty Junior (abreviatura Jr.) ou Liam Doherty II (segundo).
Ou então, no caso do "O" seguido de apóstrofe.
Novo exemplo: Clint O'Callaghan. Clint, neto de Callaghan. Chamá-lo-íamos, cá, de Clint Callaghan Neto ou Clint Callaghan III (terceiro).

## Patronímicos gregos
No mundo helênico há uma maior variedade de patronímicos, originados sob diversas influências. Os mais comuns são  -πουλος (-púlos) (do Peloponeso), -ίδης (-ídis) e -ιάδης (-iádis) (de Ponto), -άκης (-ákis) (de Creta). Por exemplo, Nikos Vassilopoulos. Vassilopoulos é filho de Vassilos (Basílio).
Na Grécia Antiga, o patronímico com o sufixo -ίδης (-ídis) era já de uso comum. Eácide, Pelíde e Atríde (Αἰακίδης, Πηλείδης, ᾿Ατρείδης), isto é, "filho de Eaco, de Peleo, de Atreo (Αἰακός, Πηλεύς, ᾿Ατρεύς). Além do sufixo -ίδης, usava-se também a terminação -ίων (-íon), como em Κρονίων, epíteto de Zeus filho de Κρόνος (Cronos).